# Arnave
Arnave település Franciaországban, Ariège megyében. Lakosainak száma 214 fő (2022. január 1.). Arnave Bompas, Cazenave-Serres-et-Allens, Mercus-Garrabet, Ornolac-Ussat-les-Bains, Tarascon-sur-Ariège és Ussat községekkel határos.

## Népesség
A település népességének változása:
| Lakosok száma | 146  | 123  | 153  | 202  | 209  | 202  | 207  | 218  | 217  | 214  |
|               | 1968 | 1982 | 1990 | 2006 | 2013 | 2015 | 2017 | 2019 | 2020 | 2022 |